# غازي الأول
غازي بن فيصل الأول بن الحسين بن علي الهاشمي (21 آذار/مارس 1912 - 4 نيسان/أبريل 1939) ملك عراقي من العائلة الهاشمية العراقية المالكة، كان ثاني ملوك المملكة العراقية، تولى الحكم في 8 أيلول/سبتمبر 1933 وحتى وفاته في 4 نيسان/أبريل 1939. شغل لفترة وجيزة منصب ولي عهد مملكة سوريا عام 1920. ولد في مكة وهو الابن الوحيد لفيصل الأول، توفي في حادث سيارة عام 1939.

## حياته

### ولادته ونشأته
الملك غازي هو الأبن الرابع للملك فيصل الأول من زوجته حزيمة بنت ناصر. ولد في مكة وعاش في كنف جده حسين بن علي شريف مكة قائد الثورة العربية والمنادي لاستقلال العرب من الأتراك العثمانيين ومنادياً بعودة الخلافة للعرب. في صباح يوم السبت 5 اكتوبر 1924 غادر دمشق ووصل إلى الرمادي الساعة 3 عصرا، وبين الفلوجة وبغداد استقبله رئيس الوزراء ياسين الهاشمي، ووزير المالية ساسون حسقيل في الساعة السادسة مساءا، وسمي ولياً للعهد.
سافر إلى بريطانيا للألتحاق بكلية هاور لمدة سنتين عاد بعدها إلى العراق في الأول من سبتمبر/ أيلول عام 1929 والتحق بالكلية العسكرية، برقم 250 وتخرج عام 1932 برتبة ملازم ثاني وعين مرافقا للملك فيصل الأول. في 11 سبتمبر 1933، أدى اليمين الدستوري وعين ملكاً على المملكة العراقية. في يوم 18 سبتمبر 1933، أعلنت خطوبته وعقد قرانه على ابنة عمه عالية بنت علي بن حسين بن علي الهاشمي، وفي مساء يوم 25 كانون الثاني/ يناير عام 1934 تم الزفاف. ورزق بإبنه الوحيد فيصل يوم 2 آذار/ مارس 1935. 

### دراسته
تعلم غازي القراءة والكتابة عندما أرسله جده الشريف حسين في الحجاز إلى قرية رحاب مع ابن عمه عبد الإله وبعد ان نوقشت مواد القانون الأساسي فعين غازي ولياً للعرش، سافر غازي إلى العراق وهناك لاحظ الملك فيصل الأول ضعف الملك غازي وعدم تناسق جسمه مع عمرهِ كذلك ضعف معلوماته وقابلياته الفكرية، فتشاور مع وزير المعارف ساطع الحصري وطمأنه ساطع ان ضعف غازي ناجم عن عدم تلقيه المعرفة والعلوم عندما كان في الحجاز لذلك اجتمع مجلس الوزراء وقرر تأليف لجنة تقوم باختيار أفضل المعلمين لتعليم غازي وفق منهج ووقت محدد وبعدها زار وزير المستعمرات ليوبولد أميري ووزير الطيران البريطاني العراق وقد كان فيصل يعمد إلى احضار الأمير غازي في جميع مقابلاته الرسمية ولقاءاته وقد لاحظ ليوبولد ضعف وقلة خبرة الأمير غازي في مجال الأصول والحوار فاقترح على الملك فيصل أرساله إلى انكلترا وتم بالفعل إرسال غازي إلى انكلترا ونزل في بيت الاسقف جونسون واشارت التقارير التي رفعت من هناك عن تطور ملحوظ في القابليات الفكرية مقابل ضعف في القدرات الرياضية والميكانيكية وقبل على هذا الأساس في كلية هارو وأكمل فيها أربع سنوات عاد بعدها إلى العراق في الأول من سبتمبر/أيلول عام 1929 فالتحق في الدورة من الكلية العسكرية الملكية العراقية باسم (الشريف غازي بن فيصل) وكانت الكلية في هذه الفترة موضع عناية ورعاية الملك فيصل الاول. وقد مكث الشريف غازي في هذه الكلية أربع سنوات وفق منهج أعد لانهاء المدة مع دروس اضافية في اللغة العربية والتاريخ الاسلامي والجغرافية اذ انه التحق بهذه الكلية بعد مجيئهِ من كلية هارو في انكلترا حيث لم يتسن لهُ أن يدرس فيها هذه الدروس الاضافية المذكورة.

### حياته السياسية
سمّي ولياً للعهد عام 1924 وتولى الحكم وهو شاب عمره 21 عاماً ثم ملكاً لعرش العراق عام 1933 لذا كان بحاجة للخبرة السياسية التي استعاض عنها بمجموعة من المستشارين من الضباط والساسة الوطنيين.

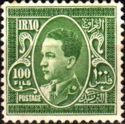
طابع عراقي يحتوي على صورة الملك غازي

كان الملك غازي ذو ميول قومية عربية حيث عاش تجربة فريدة في طفولته وكان شاهدا على وحدة الأقاليم العربية إبان الحكم العثماني قبل تنفيذ اتفاقية سايكس بيكو التي قسمت العالم العربي إلى بلدان تحت النفوذ البريطاني أو الفرنسي. ناهض النفوذ البريطاني في العراق وأعتبره عقبة لبناء الدولة العراقية الفتية وتنميتها، وأعتبره المسؤول عن نهب ثرواته النفطية والآثارية المكتشفة حديثاً، لذلك ظهرت في عهده بوادر التقارب مع حكومة هتلر قبل الحرب العالمية الثانية.
شهد عهده صراع بين المدنيين والعسكريين من الذين ينتمون إلى تيارين متنازعين داخل الوزارة العراقية، تيار مؤيد للنفوذ البريطاني وتيار وطني ينادي بالتحرر من ذلك النفوذ حيث كان كل طرف يسعى إلى الهيمنة على مقاليد السياسة في العراق. فوقف الملك غازي إلى جانب التيار المناهض للهيمنة البريطانية حيث ساند انقلاب بكر صدقي وهو أول انقلاب عسكري في العالم العربي، كما قرب الساسة والضباط الوطنيين إلى البلاط الملكي فعين الشخصية الوطنية المعروفة (رئيس الوزراء لاحقاً) رشيد عالي الكيلاني باشا رئيسا للديوان الملكي.
نادى لتحرر الأقاليم والولايات العربية المحتلة التي كانت متوحدة تحت حكم الدولة العثمانية ودعا إلى إعادة توحيدها تحت ظل دولة عربية واحدة، ومن هنا ظهرت دعوته لاخراج الكويت من الوصاية البريطانية وضمها مع العراق والإمارات الشرقية لنجد حيث قام بتأسيس إذاعة خاصة بهِ في قصرهِ الملكي قصر الزهور، وأعد البرامج الخاصة بضم الأقاليم العربية ومنها ضم الكويت إلى العراق، والوقوف إلى جانب فلسطين التي كانت تحت الاحتلال البريطاني والتي كانت في حالة حرب داخلية بسبب تعرضها لهجرات واسعة من المستوطنين اليهود من كافة أرجاء العالم ووقوف القوى الوطنية الفلسطينية بوجه هذه الهجرات، فوقف إلى جانب قادة الثورة الفلسطينية كالشيخ عزالدين القسام ومفتي القدس الحاج أمين الحسيني.

### من الأحداث والمنجزات التي في عهده
- في 1 تشرين الأول/أكتوبر 1934 منع التداول بعملة الروبية الهندية واستعمال النقود العراقية بدلا عنها والتي صدرت عام 1932.
- في 1 حزيران/يونيو 1936 افتتاح الإذاعة العراقية ببث تجريبي ثم أعقب ذلك بث رسمي في 1 تموز/يوليو 1937.
- انقلاب بكر صدقي في 29 تشرين الأول/أكتوبر 1936، ثم مقتل بكر صدقي في 11 آب 1937.
- افتتاح مطار البصرة في 24 آذار/مارس 1938.
- صدور الأمر القانوني رقم 38 لتأسيس مصلحة نقل الركاب عام 1938.
- افتتاح سدة الكوت في 29 آذار/مارس 1939.

## وفاته

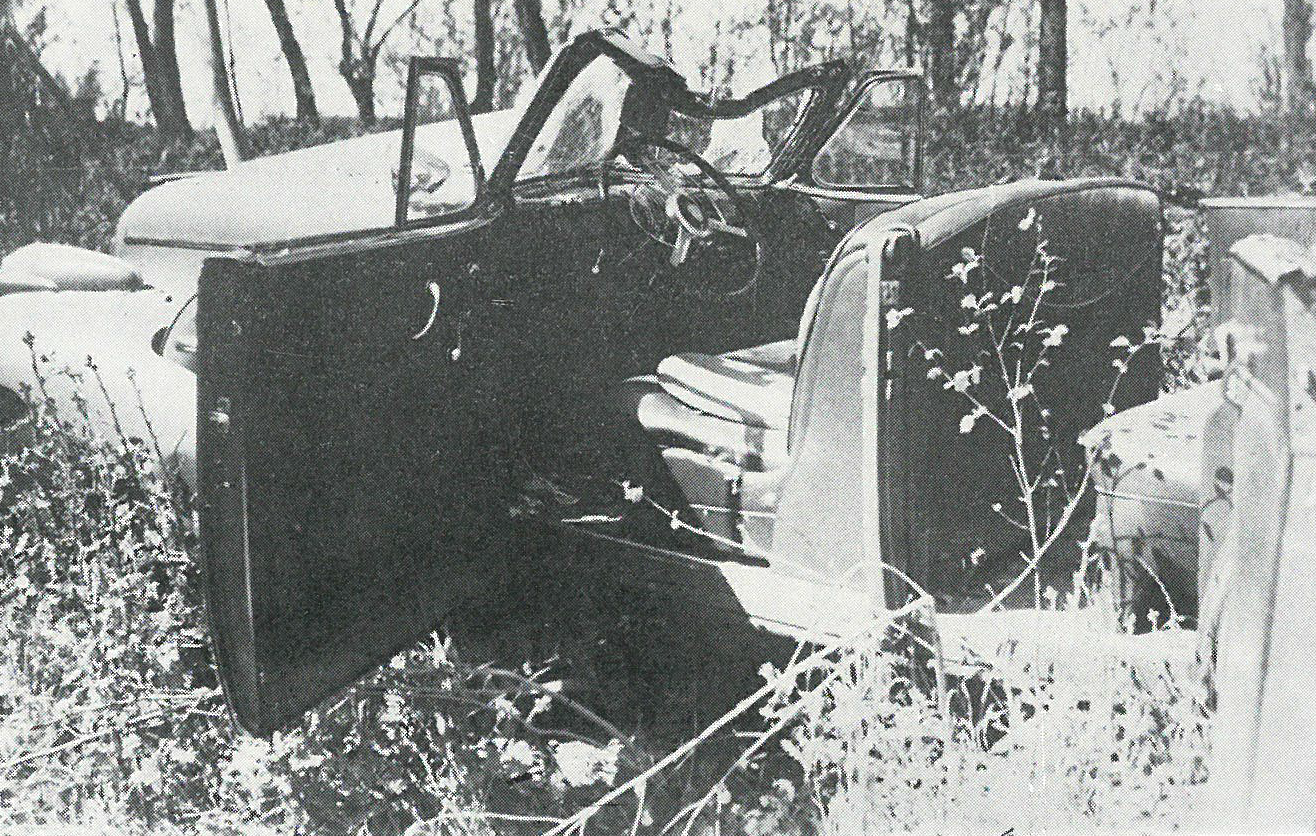
سيارة الملك غازي بعد الحادث

قتل في حادث سيارة غامض مساء يوم الأربعاء 4 أبريل 1939م، بينما كان يقود سيارته فاصطدمت بأحد الأعمدة الكهربائية التي سقطت على رأسه، أدلت زوجته الملكة عالية بشهادتها أمام مجلس الوزراء بأنه أوصاها في حالة وفاته بتسمية شقيقها الأمير عبدالإله وصياً على إبنه فيصل. شيعت جنازته في موكب مهيب ودُفنَ في الأعظمية في المقبرة الملكية. وأقيم لهُ تأبين وأربعينية في يوم 14 أيار/مايو 1939.

### التكهنات حول وفاته

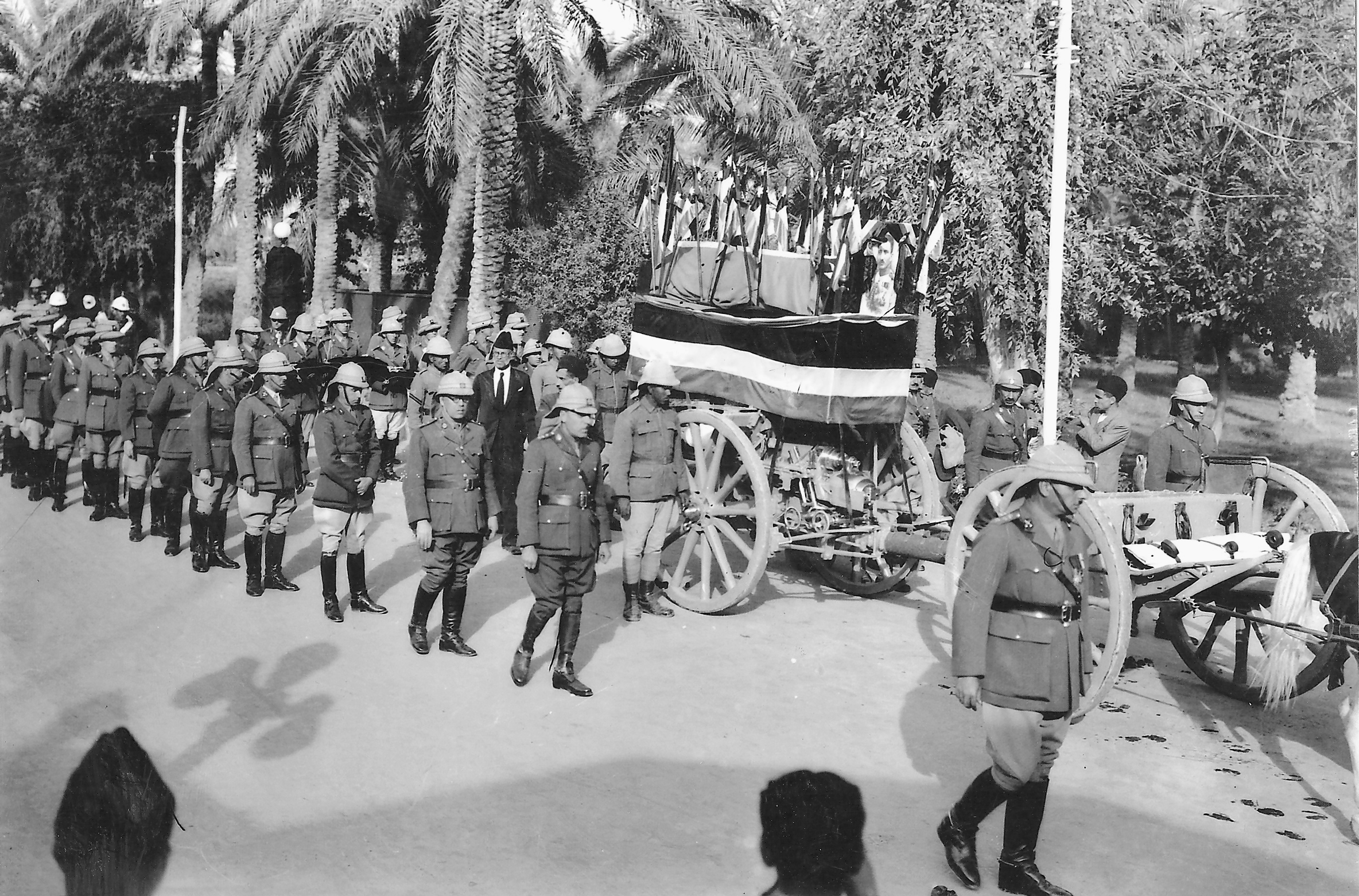
تشييع الملك غازي

قيل الكثير من التكهنات والآراء حول وفاته بسبب بعض الدلائل التي تشير إلى وجود من يحاول التخلص منه بسبب تقربه من حكومة هتلر ضد الإنجليز ذوي النفوذ الواسع في العراق، ومنها التناقض بين تصريحات الأطباء الذين عاينوا الجثة وبين تقرير اللجنة الطبية الخاص بوفاته والذي كان برئاسة الطبيب البريطاني سندرسن، ومنها أيضا إصابته المباشرة في خلف الرأس بآلة حادة وهو يقود سيارته في حين أعلن رسمياً بأن سبب الوفاة كان جراء اصطدام سيارة الملك بعمود كهرباء، يرى الدكتور صائب شوكت الطبيب العراقي ان الضربة ليست بعمود كهرباء كما أن الصور عن سيارة الملك بعد الاصطدام حجبت تماما والتي بينت بان الاصطدام من جهة اليمين في حين كان الملك جالسا في جهة اليسار واختفاء خادم الملك عبد سعيد بعد الحادث، كما اشار اللواء فؤاد عارف وكان قبل الحادث بفترة مرافقا للملك بانه كان يرسل مفرزة حراسة في الطريق الذي جرى فيه الحادث الا انه بعد نقله من الحرس الملكي لم يتم ذلك.
تشير الوثائق البريطانية المعلنة حديثاً إلى وجود مراسلات خاصة بين السفير البريطاني في بغداد يومئذ السير موريس بيترسون والحكومة البريطانية حول ضرورة التخلص من الملك غازي وتنصيب الأمير زيد بن الحسين بدلاً عنه بسبب وجودهِ كحجر عثرة أمام تنفيذ السياسة البريطانية في العراق، والذي ينعكس على الوضع في الشرق الأوسط والوطن العربي لما للمملكة العراقية من وزن مؤثر في السياسة العربية والدولية في المنطقة بسبب التكوين الحديث لبعض الدول العربية وبعضها الآخر كان لا يزال يرزح تحت الاحتلال في ظل ظروف الاحتقان الدولي الناجم عن توسع نفوذ الدكتاتوريات النازية والفاشية واليابانية في العالم عشية الحرب العالمية الثانية ولم ينكر السير موريس بيترسون ذلك في مذكراتهِ إذ قال:(ان الملك غازي يجب أن يبعد)، وقد كان في طريقه إلى إسبانيا عندما وقع الحادث.

## حياته الخاصة

### نسبه
الملك غازي بن الملك فيصل الأول بن الملك حسين بن علي بن محمد بن عبد المعين بن عون بن محسن بن عبد الله بن الحسين بن عبد الله بن الحسن بن محمد أبو نمي الثاني بن بركات بن محمد بن بركات بن الحسن بن عجلان بن رميثة بن محمد أبو نمي الأول بن الحسن بن علي الأكبر بن قتادة بن إدريس بن مطاعن بن عبد الكريم بن عيسى بن الحسين بن سليمان بن علي بن عبد الله بن محمد الثائر بن موسى الثاني بن عبدالله الرضى بن موسى الجون بن عبدالله المحض بن الحسن المثنى بن الحسن السبط بن علي بن أبي طالب بن عبدالمطلب بن هاشم.

### أسرته وزواجه
في 25 كانون الثاني/يناير 1934 تزوج الملك غازي من ابنة عمه الأميرة عالية بنت علي ملك الحجاز في بغداد بالعراق. أنجبا ابنًا واحدًا:
- فيصل الثاني (2 مايو 1935- 14 يوليو 1958)، ثالث وآخر ملوك المملكة العراقية الهاشمية.[5]

## حواشٍ
1. ↑  وتولى عبد الإله الهاشمي الوصاية على العرش الملكي العراقي.